# Anno Saxner
Anna Lisa (Anno) Saxner, född 15 januari 1909 i Norrköping, död 23 november 1993 i Tanumshede, var en svensk förskollärare och målare.
Hon var dotter till fotografen August Karlsson och Elisabeth Johnson. Saxner genomgick Fröbelinstitutet i Norrköping och arbetade därefter som förskollärare i Norrköping. Hon studerade konst vid NKI-skolan i Stockholm 1935 och fick privatundervisning av Hertha Olivet 1945–1947 och för Per Lindekrantz 1948 samt under studieresor till bland annat Florens och Siena. Separat ställde hon ut i Finspång 1946 och i Sundbyberg 1952 dessutom medverkade hon i utställningar arrangerade av lokala konstföreningar. Hennes konst består av stilleben, landskapsmålningar samt några enstaka porträtt huvudsakligen utförda i akvarell. Hon gav ut ett par barnböcker som hon själv illustrerade bland annat Tre små nallar och I Lappland. Saxner är representerad vid Kulturen i Lund.